# Aneilema clarkei
Aneilema clarkei là một loài thực vật có hoa trong họ Commelinaceae. Loài này được Rendle mô tả khoa học đầu tiên năm 1895.